# Sideritis gudarica
Sideritis gudarica là một loài thực vật có hoa trong họ Hoa môi. Loài này được Mateo, López Udias & Fabregat miêu tả khoa học đầu tiên năm 1999 publ. 2000.